# Acalyptris falkovitshi
Acalyptris falkovitshi là một loài bướm đêm thuộc họ Nepticulidae. Nó được miêu tả bởi Puplesis năm 1984. Loài này có ở Tunisia, Iran, Turkmenistan và Uzbekistan.